# Evgenij Gapon
Evgenij Ėduardovič Gapon (in russo Евгений Эдуардович Гапон?; traslitterazione anglosassone: Yevgeni Eduardovich Gapon; 20 aprile 1991) è un ex calciatore russo, di ruolo difensore.

## Carriera

### Club
Nel 2009 viene acquistato dal Chimki, e colleziona 13 presenze nella massima serie russa.